# جون فيتزجيرالد (لاعب كرة قاعدة أمريكي)
جون فيتزجيرالد (بالإنجليزية: John Fitzgerald)‏ هو لاعب كرة قاعدة أمريكي، ولد في 1866، وتوفي في 20 ديسمبر 1892 في واتربوري في الولايات المتحدة.

## وصلات خارجية
- جون فيتزجيرالد (لاعب كرة قاعدة أمريكي) على موقعبيزبول رفرنس.كوم (الدوري الرئيسي) (الإنجليزية)
- جون فيتزجيرالد (لاعب كرة قاعدة أمريكي) على موقعبيزبول رفرنس.كوم (الدوري الثانوي) (الإنجليزية)